# Narang
Narang är ett distrikt i Afghanistan. Det ligger i provinsen Kunar, i den östra delen av landet, 170 km öster om huvudstaden Kabul.
Distriktet beräknades år 2022 ha cirka 35 000 invånare.